# Serhij Tretiak
Serhij Wiktorowycz Tretiak, ukr. Сергій Вікторович Третяк (ur. 28 listopada 1984 w Kijowie) – ukraiński piłkarz, grający na pozycji napastnika.

## Kariera piłkarska

### Kariera klubowa
Wychowanek klubu Kniaża Szczasływe, barwy którego bronił w juniorskich mistrzostwach Ukrainy (DJuFL). Karierę piłkarską rozpoczął 28 czerwca 2001 w składzie Borysfenu Boryspol. Potem występował w klubach Podilla Chmielnicki,
Obołoń Kijów, Stal Ałczewsk, Wołyń Łuck, FK Połtawa i CSKA Kijów. 24 stycznia 2011 wyjechał do Izraela, gdzie został piłkarzem Maccabi Netanja. W 2012 opuścił izraelski klub i grał w zespole amatorskim Lubomyr Stawyszcze. 21 stycznia 2014 ponownie wyjechał do Izraela, gdzie zasilił skład Maccabi Jawne, ale po pół roku znów wrócił do Lubomyra Stawyszcze. 20 stycznia 2017 podpisał kontrakt z gruzińskim Merani Martwili.